# Vijaya (Name)
Vijaya ist ein indischer weiblicher und männlicher Vorname. Zur Bedeutung siehe Vijay.

## Namensträger

### Herrscher
- Vijaya (König) (543 v. Chr. – 505 c. Chr.), mythischer Stammesvater der Singhalesen, erster König Sri Lankas

### Frauen
- Vijaya Lakshmi Pandit (1900–1990), indische Politikerin und Diplomatin
- Vijaya Mehta (* 1934), indische Schauspielerin und Regisseurin

### Männer
- Vijaya Kumaratunga (1945–1988), sri-lankischer Schauspieler und Politiker
- Vijaya Nandasiri (1944/47–2016), sri-lankischer Schauspieler und Regisseur